# SV Brandenburg 01 Dresden
Der SV Brandenburg 01 Dresden war ein Fußballverein aus Dresden, der von 1920 bis 1933 existierte. Der Verein entstand 1920 aus dem FC Brandenburg Dresden und dem FC Meteor Dresden.

## Vorgeschichte
Über den FC Meteor Dresden ist nicht viel bekannt.
Der FC Brandenburg Dresden wurde 1901 unter dem Namen FC Bayern Dresden gegründet und nannte sich im Jahr 1903 in FC Brandenburg Dresden um. Die Mannschaft des Vereins bestand überwiegend aus Gastarbeitern aus Preußen.

## Geschichte
Die beiden Vereine FC Brandenburg Dresden und FC Meteor Dresden schlossen sich 1920 zum SV Brandenburg 01 Dresden zusammen. Den größten Erfolg konnte der Verein in der Spielzeit 1923/24 verbuchen. Vor dem Dresdner SC 1898 und den späteren Fusionspartner Dresdner Fußballring 1902 gewann man den Gau Ostsachsen und qualifizierte sich als Meister für die mitteldeutsche Fußballmeisterschaft. In der ersten und der zweiten Runde setzte sich die Dresdener Mannschaft jeweils mit 4:0 gegen den Zittauer BC und den Plauener SuBC durch. Im Viertelfinale unterlag man den Halleschen FC Wacker 1900 mit 3:6 nach Verlängerung.
Im Jahr 1930 drang Brandenburg Dresden noch einmal in das Viertelfinale des mitteldeutschen Pokals vor, unterlag dem favorisierten FC Wacker Leipzig nur knapp mit 2:3. Im Jahr 1933 fusionierte der Verein mit dem Dresdner Fußballring 1902 zu den Sportfreunden 01 Dresden.

## Heimstätten

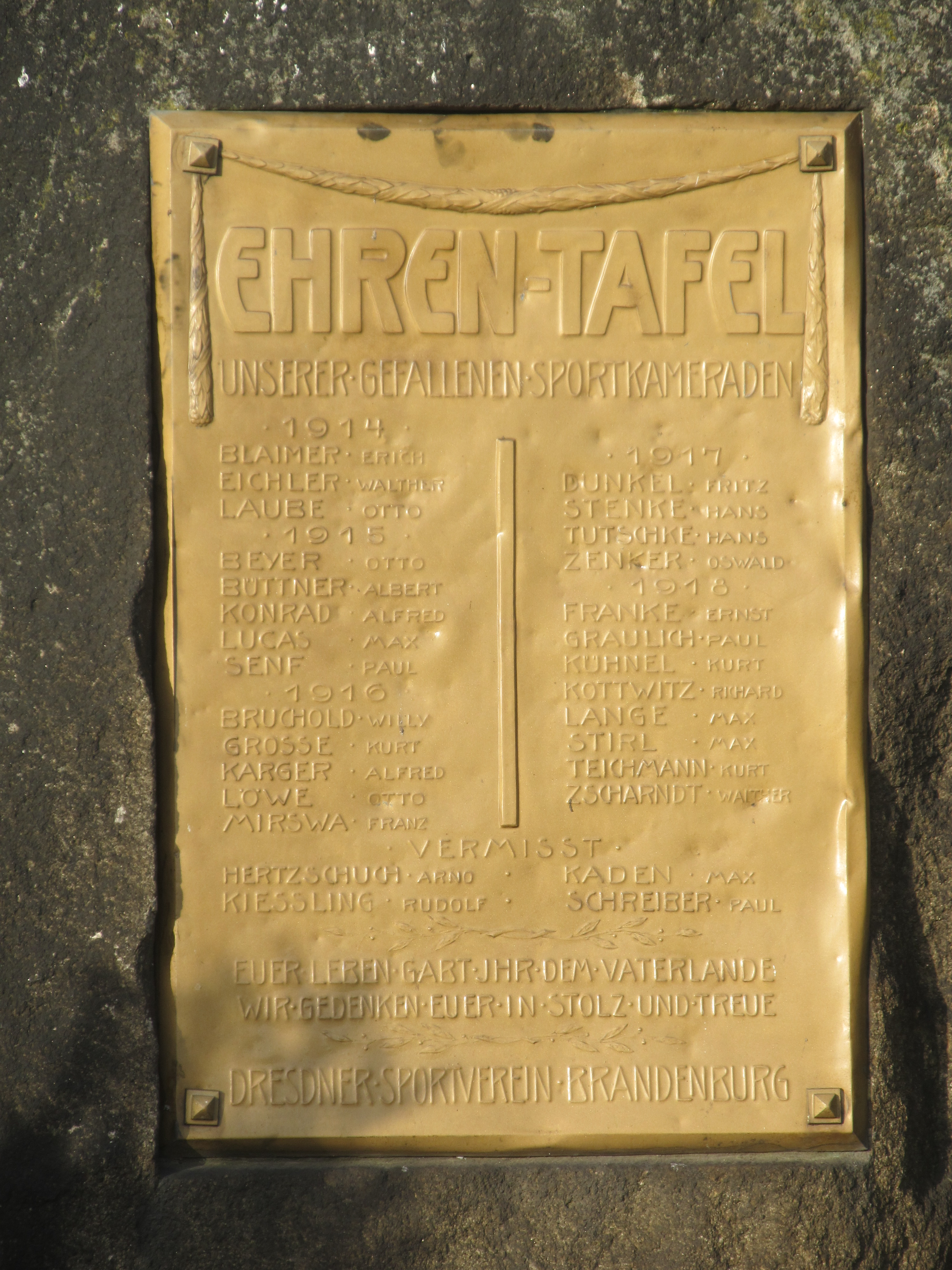
Ehrentafel im Gedenken an die im Ersten Weltkrieg gefallenen Sportler des SV Brandenburg auf dem Dreyßigplatz in Dresden

Der SV Brandenburg trug seine Heimspiele auf einem Sportplatz am Dreyßigplatz im Dresdner Stadtteil Mickten aus. Begrenzt wurde das Areal im Norden von der Wüllnerstraße, im Osten von der Leipziger Straße und im Westen von der Franz-Lehmann-Straße. Ab 1925 wurde die Fläche mit Wohnhäusern bebaut. Daraufhin wichen die Fußballer auf einen bis zur Eröffnung des Stadions im Ostragehege 1919 vom Dresdner SC genutzten Platz oberhalb des Schützenhofes in Trachau aus. In den 1920er Jahren gehörte auch der damals dort in der Nachbarschaft wohnhafte spätere Weltklasse-Leichtathlet Rudolf Harbig dem Verein an. Innerhalb der Gleisschleife auf dem Dreyßigplatz erinnert noch heute ein Gedenkstein an 25 gefallene und vier vermisste Sportkameraden, die im Ersten Weltkrieg geblieben waren.

## Spieler
Von 1930 bis 1933 spielte Richard Gedlich, der zuvor zwei Spiele für die deutsche Nationalmannschaft absolviert hatte, im Sturm des SV Brandenburg. Heinz Hempel, der später mit dem Dresdner SC je zweimal deutscher Meister und Tschammerpokalsieger wurde, war im Nachwuchs des SV Brandenburg aktiv. Auch für den späteren mehrfachen mitteldeutschen Meister Gerhard Gloxin war der SV Brandenburg eine frühe Vereinsstation.

## Erfolge
- Teilnahme an der mitteldeutschen Fußballmeisterschaft: 1923/24
- Meister Ostsachsen: 1923/24